# If I Can't Have You (The Disco Boys Remixes)
If I Can't Have You (The Disco Boys Remixes) es un álbum de música electrónica hecho por el grupo alemán "Disco Boys". Fue lanzado en un maxi-CD en Alemania el 2 de noviembre de 2007 y lanzado el 4 de diciembre del mismo año en formato de LP de 12" bajo el sello de Warner Bros.
La particularidad de este álbum es el estar compuesto por remixes de la canción If I Can't Have You de los Bee Gees. Cada remix es diferente al anterior pero siempre en el mismo estilo. También varía la cantidad de tracks según el formato del álbum
El primer sencillo de este álbum es "If I Can't Have You (The Disco Boys Remix)". Hizo su primera aparición como un bonus track del álbum compilación de los Bee Gees, "Greatest", lanzado el 22 de septiembre de 2007, figurando con otros temas remixeados. El sencillo oficialmente fue lanzado el 18 de diciembre del mismo año.

## Lista de canciones

### Maxi CD
1. If I Can't Have You (The Disco Boys Radio Edit)
2. If I Can't Have You (The Disco Boys Remix)
3. If I Can't Have You (Remastered Album Version)
4. If I Can't Have You (The Disco Boys Dub Mix)

### LP
1. If I Can't Have You (The Disco Boys Dub Mix) - 6:52
2. If I Can't Have You (The Disco Boys Remix) - 6:37
3. If I Can't Have You (The Disco Boys Rework) - 7:03